# Syn królowej Tamar
Syn królowej Tamar. Kronika gruzińska z XIII w. (gruz. ლაშარელა, trb. laszarela) – powieść historyczna gruzińskiego pisarza Grigoła Abaszydze, wydana w 1957 roku.

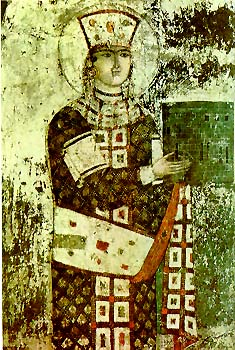
Fresk z monastyru Wardzia, przedstawiający Tamarę

Powieść jest pierwszą częścią trylogii opowiadającej historię XIII-wiecznej Gruzji. Druga część wydana w 1963 roku nosi tytuł Długa noc, a trzecia, wydana w 1975 roku, Upadek i triumf Gruzji. Dwie pierwsze części zostały wydane w Polsce. Tytułowy syn królowej Tamary to Jerzy IV Lasza król Gruzji z dynastii bagratydzkiej, panujący w latach 1213–1223. Jego matką była królowa Tamara I Wielka.
Grigoł Abaszydze był jednym z najwybitniejszych gruzińskich pisarzy. W historii literatury zapisał się przede wszystkim jako twórca cyklu historycznego z dziejów trzynastowiecznej Gruzji, do którego należy Syn królowej Tamar. Fabuła książki zawiązana jest wokół dworskich intryg, w jakie uwikłany jest tytułowy bohater, król Jerzy IV Lasza. Tło stanowią realia ówczesnej Gruzji – z jednej strony bogactwo kultury, wyjątkowy rozwój literatury i sztuki, z drugiej – polityczne konflikty króla z konserwatywną szlachtą oraz unosząca się nad krajem atmosfera zbliżającej się katastrofy. Cieniem na losy bohaterów kładzie się nadciągający najazd Mongołów. Powieść obfituje w plastyczne opisy scen batalistycznych i intrygujące zwroty akcji, przede wszystkim zaś wnikliwie i umiejętnie oddaje złożoność gruzińskiej historii.